# 木次郵便局
木次郵便局（きすきゆうびんきょく）は、島根県雲南市にある郵便局。民営化前の分類では集配特定郵便局であった。

## 概要
住所：〒699-1399 島根県雲南市木次町木次372-5

## 沿革
- 1874年（明治7年）12月16日 - 木次郵便取扱所として開設[1]。
- 1875年（明治8年）1月1日 - 木次郵便局（五等）となる。
- 1880年（明治13年） - 為替取扱を開始。
- 1881年（明治14年） - 貯金取扱を開始。
- 1893年（明治26年）3月11日 - 木次郵便電信局となる。
- 1903年（明治36年）4月1日 - 通信官署官制の施行に伴い木次郵便局となる。
- 1953年（昭和28年）9月1日 - 電気通信業務を木次電報電話局に移管[2]。
- 1956年（昭和31年）10月1日 - 電話通話および和文電報受付事務の取扱を開始[3]。
- 2007年（平成19年）3月5日 - ゆうゆう窓口を廃止。
- 2007年（平成19年）10月1日 - 民営化に伴い、併設された郵便事業松江支店木次集配センターに一部業務を移管。
- 2012年（平成24年）10月1日 - 日本郵便株式会社発足に伴い、郵便事業松江支店木次集配センターを木次郵便局に統合。

## 取扱内容
- 郵便、印紙、ゆうパック、内容証明
- 貯金、為替、振替、振込、国際送金、国債、投資信託
- 生命保険、バイク自賠責保険
- ゆうちょ銀行ATM
- 雲南市内の一部地域（旧木次町（北原尾白を除く）：〒699-13xx）の集配業務

## 周辺
- 雲南市役所
- 国道54号
- 国道314号
- 斐伊川

## アクセス
- JR木次線 木次駅から徒歩約10分
- 雲南市民バス 市役所前停留所下車
- 松江自動車道 三刀屋木次ICから南東へ約1.5km
- 駐車場あり：3台